# Мікроплита острова Пасхи

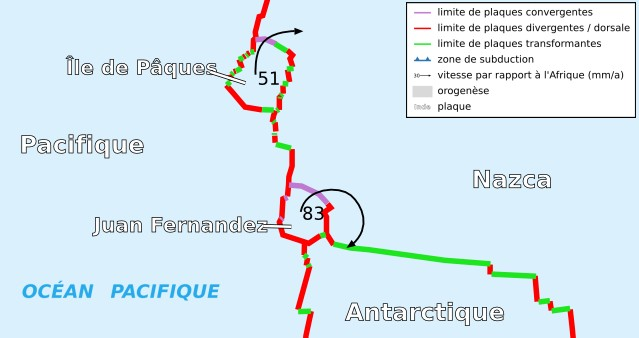
Плита острова Пасхи і плита Хуан Ферденантес

Мікроплита острова Пасхи - маленька (550 км x 410 км) тектонічна плита або мікроплита в південно-східній частині Тихого океану. Має площу — 0,00411   стерадіан. Зазвичай розглядається у складі плити Наска.
Плита межує на заході з Тихоокеанською плитою, і на сході з плитою Наска. Плита цілком покрита Тихим океаном. 
Мікроплиту острова Пасхи найменовано на честь острова Пасхи, що розташований на схід від неї на сусідній плиті Наска.